# NGC 1973
NGC 1973 је емисиона маглина у сазвежђу Орион која се налази на NGC листи објеката дубоког неба.
Деклинација објекта је - 4° 43' 55" а ректасцензија 5h 35m 4,8s. Привидна величина (магнитуда) објекта NGC 1973 износи 12,6 а фотографска магнитуда 7,0. NGC 1973 је још познат и под ознакама CED 55B.